# ديانا ستاركوفا
ديانا ستاركوفا (بالفرنسية: Diana Starkova)‏ (ولدت في 29 ديسمبر 1992) عارضة أزياء فرنسية وحاملة لقب ملكة جمال سابقة بعدما فازت بمسابقة ملكة جمال أوروبا 2016،  وملكة آسيا والمحيط الهادئ 2011. وهي طالبة في جامعة باريس السوربون.

## روابط خارجية
- Diana Starkova  على فيسبوك.
- Diana Starkova على إنستغرام
- ديانا ستاركوفا على موقع IMDb (الإنجليزية)